# 대구혜화여자고등학교
대구혜화여자고등학교(大邱惠和女子高等學校)는 대한민국 대구광역시 수성구 만촌동에 있는 사립 고등학교이다.

## 학교 연혁
- 1983년 11월 21일 : 대구 혜화 여자 고등학교 인가 (30학급)
- 1984년 2월 10일 : 초대 김유만 재단이사장 취임
- 1984년 3월 1일 : 초대 이기주 교장 취임
- 1984년 3월 5일 : 일반교실 22, 특별교실 8, 관리실 4 준공 (A.B동)
- 1984년 3월 7일 : 입학식 (10학급 600명)
- 1985년 2월 14일 : 일반교실 12실 준공 (C동)
- 1986년 2월 20일 : 일반교실 및 특별교실 15실 준공 (D동)
- 1998년 8월 18일 : 교육정보실 설치공사 준공(79.86평)
- 1999년 2월 27일 : 급식소 신축공사 준공(72.49m2)
- 2001년 1월 11일 : 영춘교육재단으로 법인명칭 변경
- 2004년 7월 19일 : 영춘관(다목적 강당) 준공
- 2010년 9월 1일 : 현대식 급식소 신축공사 준공
- 2012년 12월 1일 : 제5대 배태민 재단이사장 취임
- 2015년 3월 1일 : 제5대 배우절 교장 취임
- 2022년 1월 4일 : 제36회 졸업식(302명, 누계 19,476명)
- 2022년 3월 2일 : 제39회 신입생 입학(249명)

## 참고 자료
- 대구혜화여자고등학교 - 한국교육학술정보원 학교알리미